# 史葛·冼佳亞
史葛·冼佳亞（英語：Scott Sinclair，1989年3月25日—），英格蘭足球員，司職翼鋒，現時效力布里斯托流浪。

## 球會生涯
冼佳亞之前出身於布里斯托流浪，於2005年轉投車路士，並於2006-07年球季被升上一隊，更於2007年8月簽署長達4年的新合約。
2007/08年球季曾被短暫外借到昆士柏流浪，由於車路士傷兵甚眾，踏入2008年便重返車路士擔任替補。在非洲國家盃後主力回歸，冼佳亞在餘下球季被外借到英冠球隊查爾頓，但僅獲3次後補上陣，於3月27日中止借用合約，在借用限期屆滿前再被借到另一支英冠球隊水晶宮到球季末。
在2007/2008年英格蘭聯賽盃對侯城射入冼佳亞在車路士一隊的第一球。2009年1月6日被借往英冠球隊伯明翰城1個月，其後獲延長直到球季結束，期間上陣14場，協助球隊奪得聯賽亞軍及升級英超資格。
2009年8月6日冼佳亞再被外借到另一支英超球隊韋根一個球季。
2010年8月9日冼佳亞轉投英冠的威爾斯球會史雲斯，追隨前車路士青年軍主帥布伦达·罗杰斯（Brendan Rodgers），簽約三年。9月21日英格蘭聯賽盃第三圈作客對，冼佳亞包辦球隊全部3個入球協助史雲斯3-1淘汰對手晉級第四圈，個人首次演出帽子戲法。2011年5月30日，在溫布萊球場上演的英冠附加賽決賽中，冼佳亞射入三球，其中有兩球是十二碼，他大演帽子戲法之餘，更幫助球隊升班至英格蘭超級足球聯賽。
2012年8月31日，曼城以800萬英鎊轉會費從史雲斯簽入冼佳亞，合約為期四年。
2013年8月22日，曼城將冼佳亞借到另一英超球隊西布朗，借用期為一個球季。
2015年1月30日，冼佳亞在2014年至2015年英格蘭足球超級聯賽下半季以外借形式加盟阿士東維拉。

## 榮譽
- 英格蘭社區盾亞軍：2007年；

## 外部連結
- 足球数据库：史葛·冼佳亞的球员统计数据
- 西布朗官網球員簡歷
- 英格蘭足總球員簡歷（页面存档备份，存于）